# Бладрейн (фильм)
«Бладре́йн» (англ. BloodRayne) — приключенческий фильм 2006 года режиссёра Уве Болла по мотивам компьютерной игры BloodRayne. Фильм получил шесть номинаций на премию «Золотая малина».
В 2007 году вышло продолжение под названием «Бладрейн 2: Освобождение», роль Рейн в котором сыграла Натасия Мальте.

## Сюжет
Практически никакого отношения к первоисточнику сюжет не имеет. Главным персонажем фильма является Рейн, дампирша — дитя вампира и человеческой женщины. На дампиров не влияют распятия, и они не имеют жизненной необходимости в употреблении человеческой крови (могут питаться как кровью, так и обычной человеческой пищей). Рейн — дочь короля вампиров Кэгана, собравшего армию из людей и вампиров для уничтожения человечества. Кэган когда-то изнасиловал мать Рейн. Позже, будучи девочкой, Рейн стала свидетельницей жестокого убийства матери Кэганом.
Себастьян, Владимир и Катарина являются членами общества Бримстоун — организации людей, веками борющихся с вампирами. Услышав о дампирше, Владимир решает завербовать её в свои ряды, считая, что лишь она может убить Кэгана. Важная часть сюжета сосредоточена на трёх органах древнего вампира Велиала, которые могут дать любому вампиру или дампиру иммунитет против их основных слабостей: вода (глаз), распятия (ребро) и солнечный свет (сердце). Так как Кэган желает заполучить все три органа, про которые гадалка сообщила Рейн, для того, чтобы стать непобедимым, героям необходимо остановить его. Рейн в итоге удаётся убить своего отца, но при этом Владимир погибает.

## В ролях
| Актёр               | Роль      |
| ------------------- | --------- |
| Кристанна Локен     | Рейн      |
| Майкл Мэдсен        | Владимир  |
| Мэттью Дэвис        | Себастьян |
| Уилл Сандерсон      | Домастир  |
| Джеральдина Чаплин  | гадалка   |
| Удо Кир             | монах     |
| Мит Лоуф            | Леонид    |
| Майкл Паре          | Янку      |
| Билли Зейн          | Эльрих    |
| Мишель Родригес     | Катарина  |
| Бен Кингсли         | Кэган     |
| Дэррен Шахлави      | священник |
| Эстебан Куэто       | Рок       |
| Мадалина Константин | Аманда    |
| Даниэла Нэйн        | мать Рейн |

## Критика
Джо Лейдон из Variety сказал, что фильм «топчется на месте, предлагая мало подлинного волнения, а бои на мечах часто запутанно смонтированы и плохо поставлены».

## Премьеры
- США: 6 января 2006
- Россия: 16 февраля 2006
- Объединённые Арабские Эмираты: 15 марта 2006
- Канада: 7 апреля 2006
- Кувейт: 12 апреля 2006
- Япония: 29 апреля 2006
- Греция: 15 июня 2006
- Ливан: 15 июня 2006
- Венгрия: 27 июня 2006
- Польша: 14 сентября 2006 (сразу на DVD)